# Gran Premio Republica de Colombia 1971
Der Gran Premio Republica de Colombia 1971 (deutsch: Großer Preis der Republik Kolumbien) war eines von zwei Rennen der Kolumbianischen Formel-2-Serie, die zu Beginn des Jahres 1971 in der kolumbianischen Hauptstadt Bogotá stattfanden. Das Einladungsrennen war international besetzt. Es zog zahlreiche Fahrer und Teams der Formel-2-Europameisterschaft an, hatte aber keinen Einfluss auf die erst zwei Monate später beginnende Europameisterschaft des Jahres 1971.

## Hintergrund
Der Große Preis der Republik Kolumbien fand anlässlich der Einweihung Autódromo Internacional Ricardo Mejía statt, der ersten permanenten Automobilrennstrecke Kolumbiens. Die Betreiber der Strecke verpflichteten über eine italienische Agentur eine Reihe von Rennfahrern aus dem Umfeld der Formel-2-Europameisterschaft, die mit ihren Teams zwei Rennen auf dem neuen Kurs in Bogotá bestreiten sollten. Für die Teams bedeutete das eine Möglichkeit, ihr neues Material für die Saison 1971 unter Wettbewerbsbedingungen zu testen. Der Große Preis der Republik Kolumbien war der erste der beiden Läufe, an ihn schloss sich eine Woche später der Gran Premio Ciudad de Bogotá (Großer Preis der Stadt Bogotá) an, der an gleicher Stelle mit weitgehend identischem Starterfeld bestritten wurde.

## Meldeliste
| Team                            | Chassis       | Motor        | Nr. | Fahrer                                                     |
| ------------------------------- | ------------- | ------------ | --- | ---------------------------------------------------------- |
| Jochen Rindt Racing             | Lotus 69      | Cosworth FVA | 1   | Graham Hill                                                |
| Jochen Rindt Racing             | Lotus 69      | Cosworth FVA | 20  | Enzo Corti                                                 |
| Frank Williams Racing Cars      | March 712     | Cosworth FVA | 2   | Derek Bell                                                 |
| Frank Williams Racing Cars      | March 712     | Cosworth FVA | 5   | Henri Pescarolo                                            |
| Tecno Racing Team               | Tecno TF/71   | Cosworth FVA | 3   | Clay Regazzoni                                             |
| Tecno Racing Team               | Tecno TF/71   | Cosworth FVA | 17  | Patrick Depailler Jean-Pierre Jabouille Jean-Pierre Jarier |
| Eifelland Wohnwagenbau          | March 702     | Cosworth FVA | 4   | Hannelore Werner                                           |
| Eifelland Wohnwagenbau          | Brabham BT30  | Cosworth FVA | 21  | Rolf Stommelen                                             |
| Scuderia Brescia Corse          | De Tomaso 103 | Cosworth FVA | 6   | Spartaco Dini                                              |
| Scuderia Jolly Club             | Brabham BT30  | Cosworth FVA | 7   | Silvio Moser                                               |
| Jo Siffert Racing               | Chevron B18   | Cosworth FVA | 8   | Xavier Perrot                                              |
| Jo Siffert Racing               | Chevron B18   | Cosworth FVA | 11  | Jo Siffert                                                 |
| Alistair Walker Racing          | Brabham BT30  | Cosworth FVA | 9   | Alistair Walker                                            |
| Paul Watson Racing Organisation | Crosslé 18F   | Cosworth FVA | 10  | Tetsu Ikuzawa                                              |
| Paul Watson Racing Organisation | Lotus 59B     | Cosworth FVA | 12  | John Blades                                                |
| Paul Watson Racing Organisation | Brabham BT30  | Cosworth FVA | 14  | Brian Cullen                                               |
| FIRST                           | Brabham BT30  | Cosworth FVA | 15  | Peter Westbury                                             |
| Ian Bannen                      | Brabham BT30  | Cosworth FVA | 16  | Cyd Williams                                               |
| Irish Racing Cars               | Brabham BT30  | Cosworth FVA | 18  | Alan Rollinson                                             |
| Team Obrist                     | Brabham BT30  | Cosworth FVA | 19  | Jürg Dubler                                                |

## Resultate
Der Große Preis der Republik Kolumbien ging über zwei Läufe zu jeweils 30 Runden. Jede Runde hatte eine Länge von 3,925 km. Die Gesamtdistanz belief sich damit auf 235,505 km. Die Poleposition fuhr Alan Rollinson heraus, der für das Team Irish Racing Cars einen 1969 gebauten Brabham BT30 fuhr. Jo Siffert siegte mit dem neuen Chevron B18 in beiden Läufen und wurde Gesamtsieger.
Die Ergebnisse beider Läufe wurden zusammengefügt. Danach ergaben sich folgende Resultate:
| Pos. | Fahrer          | Konstrukteur | Runden | Zeit      |
| ---- | --------------- | ------------ | ------ | --------- |
| 01   | Jo Siffert      | Chevron      | 60     | 1:34:27,7 |
| 02   | Graham Hill     | Lotus        | 60     | 1:36:42,7 |
| 03   | Peter Westbury  | Brabham      | 59     |           |
| 04   | Alistair Walker | Brabham      | 59     |           |
| 05   | Rolf Stommelen  | Brabham      | 59     |           |
| 06   | Xavier Perrot   | Chevron      | 58     |           |
| 07   | Derek Bell      | March        | 57     |           |
| 08   | Silvio Moser    | Brabham      | 57     |           |
| 10   | Enzo Corti      | Lotus        | 47     |           |
| 11   | Jürg Dubler     | Brabham      | 43     |           |
| 12   | Cyd Williams    | Brabham      | 39     |           |
| 13   | John Blades     | Lotus        | 30     |           |
| 14   | Brian Cullen    | Brabham      | 29     |           |
| 15   | Alan Rollinson  | Brabham      | 25     |           |
| 16   | Henri Pescarolo | March        | 23     |           |
| 17   | Tetsu Ikuzawa   | Crosslé      | 22     |           |
| 18   | Spartaco Dini   | De Tomaso    | 2      |           |